# Sborový dům Milíče z Kroměříže
Sborový dům Milíče z Kroměříže je církevní a společenské centrum na pražském Jižním Městě, na okraji sídliště Litochleby a parku u Chodovské tvrze, na území Chodova. Patří sboru Českobratrské církve evangelické na Jižním městě, adresou Donovalská 2331/53. Bylo vybudováno v letech 2003–2006. Věž dává stavbě rysy kostela. Sborový dům těsně přiléhá k budově mateřské školy, která do roku 2007 sloužila jako azylové centrum.

## Historie výstavby
Někdejšímu spořilovskému evangelickému sboru sloužil od roku 1958 sborový dům na kraji Dolních Roztyl a Spořilova. Ten však po výstavbě sídlišť na Spořilově a Jižním Městě přestával kapacitou i umístěním postačovat. Už koncem 80. let sbor uvažoval postavit za podpory nizozemského sboru v Rijwijku nový sborový dům v oblasti Jižního Města. Po roce 1989 se společně s místním zastupitelstvem podařilo vytipovat vhodné místo, avšak z různých důvodů ze záměru prozatím sešlo.
V 90. letech se evangelický sbor účastnil též aktivit ekumenického centra, které na Jižním Městě provozovala římskokatolická farnost v objektu bývalé mateřské školy. Spolek pro výstavbu ekumenického centra prosadil v září 1999 do územního plánu hlavního města Prahy výstavbu ekumenického centra v Centrálním parku u stanice metra Háje, jednotlivé církve si však v té době již hledaly vlastní prostory a původní záměr tak zůstal jen na bedrech římskokatolické církve, která tam vybudovala Komunitní centrum Matky Terezy (otevřeno 2007).
Na jaře 1999 (podle jiného zdroje v roce 2001) navrhlo Azylové centrum na Chodově, s nímž sbor intenzivně spolupracuje od poloviny roku 1998, aby sborový dům byl postaven v jeho areálu. V roce 2000 staršovstvo sboru opět přijalo usnesení postavit kostel. 30. synod ČCE o záměru jednal v květnu 2001 a podpořil jej. K záměru se stavěli vstřícně i oficiální představitelé městské části Praha 11 a hlavního města Prahy; rada městské části poskytla pro stavbu smlouvou uzavřenou počátkem ledna 2000 výhodný dlouhodobý pronájem pozemku. 25. dubna 2002 bylo vydáno rozhodnutí o umístění stavby, 19. září 2002 stavební povolení. Výběrového řízení na hrubou stavbu se účastnilo 9 firem, zvítězila firma Teltras a. s., s níž byla 14. listopadu 2002 uzavřena smlouva o dílo v celkové hodnotě 13 142 116 Kč. Základní kámen byl usazen do zdiva přízemí budovy 30. března 2003, výstavba začala již v únoru. Hrubá stavba měla být podle původního plánu dokončena v červenci 2003 (slavnostně byla skončena 24. září 2003, další fáze měla začít na jaře 2004), dokončovací práce byly plánovány do prosince 2004. Dům byl slavnostně otevřen 7. a 8. října 2006.
Původní sborový dům a faru na Spořilově prodala ČCE v roce 2003 Křesťanským sborům; výtěžek z prodeje (5,5 milionu) byl využit na hrubou stavbu nového sborového domu. Z vlastních zdrojů přidal sbor CČE Praha 4 Spořilov-Jižní Město ještě 1,2 milionu, přispělo též ústředí církve a jiné pražské sbory (dohromady asi 1 milion), zahraniční církve a příznivci (z Bavorska i celého Německa, Skotska, Švýcarska, Velké Británie, USA, Nizozemska i odjinud), Magistrát hlavního města Prahy (v roce 2002 přidělil 150 tisíc Kč z fondu na opravy a rekonstrukce církevních objektů), Státní fond životního prostředí (příspěvek na tepelné čerpadlo) i Konto Bariéry Nadace Charty 77 na výtah pro bezbariérový přístup. Původní rozpočet stavby činil necelých 28 milionů Kč.

## Popis

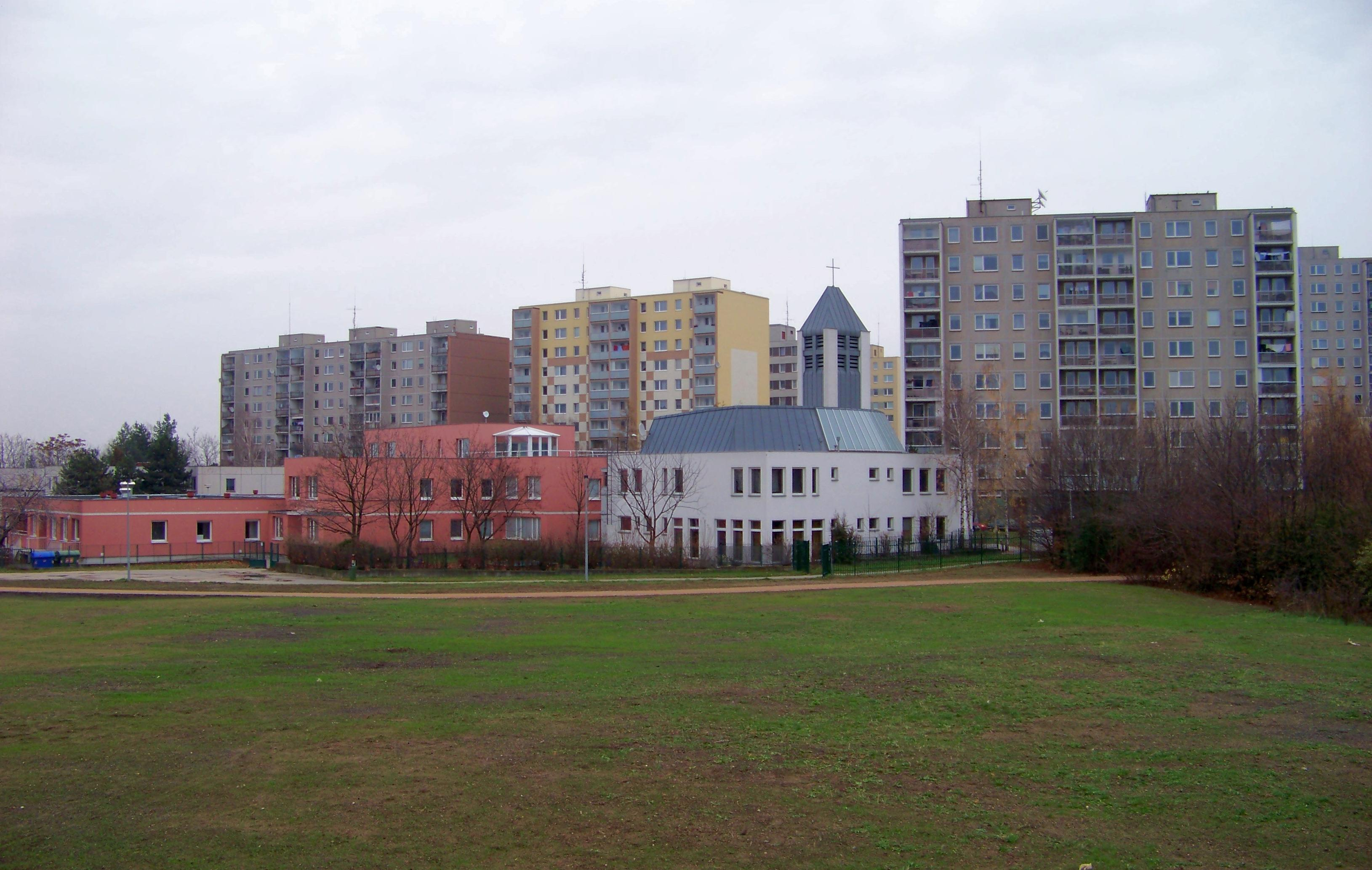
Pohled z Parku u Chodovské tvrze, v pozadí sídliště Litochleby

Autorem stavby je akad. arch. Jiří Veselý.
Dům je dvoupatrový, částečně podsklepený a s využitelným podkrovím. Jádrem je hlavní sál tvaru kruhové výseče se stolem ve středu kruhu a soustřednými řadami sedaček, pro shromažďování sboru a bohoslužby. Kapacita sálu je 170 míst, při stolové úpravě 120 míst. Při okraji sálu je prostor pro křty, varhany a kruchta. Z jihozápadu přiléhá dvoupodlažní čtyřpokojový byt duchovního s pracovnou a samostatně vybaveným pokojem pro ubytování hosta, ze severovýchodu prostory pro další činnosti sboru (v přízemí vstupní hala s recepcí, klubovna připojitelná k sálu, šatna, sanitární vybavení, kuchyně, v patře další klubové místnosti). V suterénu je hospodářské a technické zázemí bytu a klubovna pro sborovou mládež včetně prostoru pro sklad sportovních a turistických potřeb. V podkroví je vzduchotechnické zařízení a skladovací prostory. Dominantou domu je věž, v němž se nachází schodiště spojující všechny úrovně od suterénu až po podkroví. Vedle věže je umístěn výtah.

Tvary budovy reflektují oblý tvar Chodovské tvrze i pravoúhlý půdorys azylového centra.

## Využití
Projekt si kladl za cíl vytvořit prostor setkávání pro lidi hledající duchovní zakotvení, lidi v sociální nouzi, osamělé, staré či nemocné, lidi hledající smysluplné využití volného času (zejména děti a mládež), angažovaným místním lidem, kteří chtějí nabízet služby nebo kulturní akce pro druhé, a v poslední řadě též členů evangelické církve na Jižním Městě a Spořilově. Na programech hodlal investor spolupracovat s občanským sdružením Společnou cestou (provozovatel azylového centra), se skautským střediskem č. 38 a s Kulturním zařízením Chodovská tvrz.
V domě se konají pravidelné nedělní bohoslužby CČE, biblické hodiny a hovory o víře, ale i různé kulturně-společenské akce. V květnu 2008 začalo v areálu působit mateřské centrum Pramínek.